# Bourneův odkaz
Bourneův odkaz (v anglickém originále The Bourne Legacy) je americký akční thrillerový film z roku 2012. Režie a scénáře se ujal Tony Gilroy. Se scénářem mu také pomáhal jeho bratr Dan Gilroy. Film je již čtvrtým z filmové série inspirovaném romány Jason Bourne od Roberta Ludluma a Erica Van Lustbadera. Představitel hlavní postavy Jasona Bourne, herec Matt Damon se rozhodl do pokračování nevrátit. Hlavní role si zahráli Jeremy Renner, Rachel Weisz, Albert Finney, Joan Allen, Stacy Keach, Oscar Isaac a Scott Glenn.

## Obsazení
- Jeremy Renner jako Aaron Cross /Kenneth J. Kitsom
- Rachel Weisz jako Dr. Marta Shearing
- Edward Norton jako plukovník Eric Byer
- Stacy Keach jako admirál Mark Turso
- Dennis Boutsikaris jako Terrence Ward
- Oscar Isaac jako Outcome #3
- Joan Allen jako Pam Landy
- Albert Finney jako Dr. Albert Hirsch
- David Strathairn jako Noah Vosen
- Scott Glenn jako Ezra Kramer
- Donna Murphy jako Dita Mandy
- Michael Chernus jako Arthur Ingram
- Corey Stoll jako Zev Vendel
- Željko Ivanek jako Dr. Donald Foite
- Shane Jacobson jako Mackie
- Elizabeth Marvel jako Dr. Connie Dowd
- John Douglas Thompson jako plukovník Gen Paulsen
- Louis Ozawa Changchien jako LARX #3
- David Wilson Barnes jako specialista na drony
- Neil Brooks Cunningham jako Dr. Dan Hillcott
- Corey Johnson jako Ray Wills
- Michael Berresse jako Leonard
- John Arcilla jako Joseph
- Lou Veloso jako kapitán

## Přijetí

### Tržby
Film vydělal 113,2 milionů dolarů v Severní Americe a 162,9 milionů dolarů v ostatních oblastech, celkově tak vydělal 276,1 milionů dolarů po celém světě. Rozpočet filmu činil 125 milionů dolarů. Za první víkend docílil nejvyšší návštěvnosti, kdy vydělal 35 milionů dolarů.

### Recenze
Na recenzní stránce Rotten Tomatoes získal z 219 započtených recenzí 56 procent s průměrným ratingem 5,9 bodů z deseti. Na serveru Metacritic snímek získal z 42 recenzí 61 bodů ze sta. Na Česko-Slovenské filmové databázi snímek získal 66 procent.

### Ocenění a nominace
| Ocenění                                            | Kategorie                            | Nominovaný          | Výsledek  |
| -------------------------------------------------- | ------------------------------------ | ------------------- | --------- |
| Academy of Science Fiction, Fantasy & Horror Films | Nejlepší akční/dobrodružný film      | Bourneův odkaz      | nominace  |
| Academy of Science Fiction, Fantasy & Horror Films | Nejlepší střih                       | John Gilroy         | nominace  |
| ASCAP Film and Television Music Awards             | Nejvýdělečnější filmy – hudba        | James Newton Howard | vítězství |
| Golden Trailer Awards                              | Nejlepší thriller                    | Bourneův odkaz      | nominace  |
| Golden Trailer Awards                              | Nejoriginálnější trailer             | Bourneův odkaz      | nominace  |
| Golden Trailer Awards                              | Nejlepší letní plakát                | Bourneův odkaz      | nominace  |
| Phoenix Film Critics Society Awards                | Nejlepší kaskadérský tým             | Bourneův odkaz      | nominace  |
| Cena Sdružení filmových a televizních herců        | Nejlepší kaskadérský tým             | Bourneův odkaz      | nominace  |
| Teen Choice Awards                                 | Nejlepší akční film                  | Bourneův odkaz      | nominace  |
| Teen Choice Awards                                 | Nejlepší filmová herečka: akční film | Rachel Weisz        | nominace  |
| World Soundtrack Awards                            | Nejlepší skladatel                   | James Newton Howard | nominace  |
| World Stunt Awards                                 | Nejlepší kaskadérský tým             | Bourneův odkaz      | nominace  |